# Ephel Duath (zespół muzyczny)
Ephel Duath – włoska grupa muzyczna wykonująca szeroko pojęty heavy metal z wpływami muzyki awangardowej. Powstała w 1998 roku w Padwie. Formacji przewodzi multiinstrumentalista Davide Tiso, który pozostaje jedynym członkiem oryginalnego składu. Od 2011 w Ephel Duath występuje żona Tiso, wokalistka Karyn Crisis.
W 2014 roku zespół został rozwiązany.

## Dyskografia
- Opera (demo, 1998, wydanie własne)
- Phormula (2000, Code666 Records)
- Rephormula (2002, Elitist Records)
- The Painter's Palette (2003, Elitist Records)
- Pain Necessary to Know (2005, Elitist Records)
- Pain Remixes the Known (2007, Earache Records)[6]
- Through My Dog's Eyes (2009, Earache Records)[7]
- On Death and Cosmos (EP, 2012, Agonia Records)[8]
- Hemmed by Light, Shaped by Darkness (2013, Agonia Records)[9]

## Muzycy
| Ostatni skład zespołu - Marco Minnemann – perkusja (2008-2009, 2011-2014) - Davide Tiso – gitara, gitara basowa, keyboard, śpiew (1998-2014) - Bryan Beller – gitara basowa (2012-2014) - Karyn Crisis – śpiew (2011-2014) Muzycy koncertowi - Andrea Rabuini – perkusja (2007–2009) - Demetrio Scopelliti – gitara (od 2012) |  | Byli członkowie zespołu - Fabio Fecchio – gitara basowa (2003–2006) - Sergio Ponti – perkusja (2006–2007) - Luciano George Lorusso – śpiew (2003–2008) - Davide Piovesan – perkusja (2003-2006) - Davide Tolomei – śpiew (2003-2004) - Guillermo Gonzalez – śpiew (2008-2009) - Riccardo Pasini – keyboard (2003–2005) - Giuliano Mogicato – gitara, gitara basowa, keyboard, śpiew (1998-2001) - Steve DiGiorgio – gitara basowa (2011-2012) |